# Marius Colucci
Marius Colucci (* 16. Oktober 1976 in Paris) ist ein französischer Schauspieler.

## Leben
Marius Colucci ist der Sohn von Coluche und Veronique Kantor.
Bevor er in den ersten elf Folgen von Agatha Christie: Kleine Morde/Mörderische Spiele mitspielte, wurde er in mehreren Filmen mit kleinen Rollen besetzt.

## Filmografie (Auswahl)
- 2003: Les clefs de bagnole
- 2006: Manche mögen’s reich (Quatre étoiles)
- 2006: Agatha Christie: Einladung zum Mord (Petits meurtres en famille) (Miniserie)
- 2009: Gamines
- 2009–2012: Agatha Christie: Kleine Morde/Mörderische Spiele (Les Petits Meurtres d’Agatha Christie) (Serie)
- 2012: Mademoiselle Populaire (Populaire)
- 2016: Joséphine s'arrondit